# 現役中に亡くなったNFL選手の一覧
現役中に亡くなったNFL選手の一覧（げんえきちゅうになくなったNFLせんしゅのいちらん）では、NFLおよびAFLのチームに所属している現役中に亡くなった選手やオフシーズンに契約チームが決まっていなかった選手を取り上げる。

## 一覧
- デフォルトでは年代の降順に配列。没年月日の欄のソートボタンで元の順序に戻る。
- 選手名はファーストネームの50音順ソート。没年齢は満年齢で表記。

| 選手名 / ポジション                |    | 所属                                   | 没年月日       | 没年齢 | 死因                             | 詳細 |
| ---------------------------------- | -- | -------------------------------------- | -------------- | ------ | -------------------------------- | --- |
| カイリー・ジャクソン               | CB | ミネソタ・バイキングス                 | 2024年8月11日  | 24歳   | 交通事故死                       | [ 1 ] |
| ドウェイン・ハスキンズ             | QB | ピッツバーグ・スティーラーズ           | 2022年4月9日   | 24歳   | 交通事故死                       | 自動車で高速道路を走行中に燃料切れを起こしてしまい、燃料確保のため徒歩移動していたところをトラックに轢かれた                   |
| ザーロン・ティプトン（en）         | RB | インディアナポリス・コルツ             | 2016年6月28日  | 26歳   | 事故死                           | 自身の銃の暴発で事故死 |
| トレイ・ウォーカー（en）           | CB | ボルチモア・レイブンズ                 | 2016年3月18日  | 23歳   | 交通事故死                       | バイク事故で頭部に重傷を負い、翌日死亡                                                                                         |
| エイドリアン・ロビンソン（en）     | LB | ハミルトン・タイガーキャッツ（CFL）    | 2015年5月16日  | 25歳   | 自殺                             | |
| ロブ・ビロナス（en）               | K  | テネシー・タイタンズ                   | 2014年9月20日  | 36歳   | 交通事故死                       | SUV車のコントロールを誤り道路外に転倒、テリー・ブラッドショーの娘と2014年6月に結婚したばかりの事故                             |
| トーマス・ハワード（en）           | LB | アトランタ・ファルコンズ               | 2013年11月18日 | 30歳   | 交通事故死                       | 高速道路で運転中コントロールを失いセミトラックに追突                                                                           |
| ジェリー・ブラウン（en）           | LB | ダラス・カウボーイズ                   | 2012年12月8日  | 25歳   | 交通事故死                       | 飲酒運転中のチームメイトの車に同乗して、事故に巻き込まれる                                                                     |
| ジョバン・ベルチャー（en）         | LB | カンザスシティ・チーフス               | 2012年12月1日  | 25歳   | 自殺                             | ガールフレンドを殺害した後、アローヘッド・スタジアムの駐車場で自殺                                                             |
| O・J・マードック                   | WR | テネシー・タイタンズ                   | 2012年7月30日  | 25歳   | 自殺                             | [ 9 ] |
| ケニー・マッキンリー               | WR | デンバー・ブロンコス                   | 2010年9月20日  | 23歳   | 自殺                             | [ 10 ] |
| ゲインズ・アダムス                 | DE | シカゴ・ベアーズ                       | 2010年1月17日  | 26歳   | 拡張型心筋症                     | [ 11 ] |
| クリス・ヘンリー                   | WR | シンシナティ・ベンガルズ               | 2009年12月17日 | 26歳   | 交通事故死                       | 自宅で婚約者と口論、走り去ろうとする彼女の車の荷台へ飛び乗ったところ、荷台から転落。病院に搬送されたが翌日死亡                 |
| マーキス・クーパー（en）           | LB | オークランド・レイダース               | 2009年3月6日   | 26歳   | 水難事故死（認定）               | フロリダ州クリアウォーターにて3月1日、乗船していたフィッシングボートが転覆、遭難。捜索されたが発見されず、3月6日に捜索打ち切り |
| コーリー・スミス（en）             | DE | デトロイト・ライオンズ                 | 2009年3月1日   | 29歳   | 水難事故死                       | クーパーと同じ事故で海難死 |
| ショーン・テイラー                 | FS | ワシントン・レッドスキンズ             | 2007年11月27日 | 24歳   | 他殺                             | 強盗に銃撃され、その後死亡 |
| マーキーズ・ヒル（en）             | DE | ニューイングランド・ペイトリオッツ     | 2007年5月28日  | 24歳   | 水難事故死                       | 水上バイクの事故で溺死 |
| ダミアン・ナッシュ                 | RB | デンバー・ブロンコス                   | 2007年2月24日  | 24歳   | 不明                             | チャリティバスケットボールの試合直後に急死                                                                                     |
| ダレント・ウィリアムズ             | CB | デンバー・ブロンコス                   | 2007年1月1日   | 24歳   | 他殺                             | パーティーからの帰り銃撃され即死                                                                                               |
| マーカス・キャセル（en）           | DB | カロライナ・パンサーズ                 | 2006年11月27日 | 23歳   | 交通事故死                       | |
| トーマス・ヘリオン                 | G  | サンフランシスコ・フォーティナイナーズ | 2005年8月20日  | 23歳   | 虚血性心疾患もしくは肥大型心筋症 | 試合後ロッカールームで倒れ、搬送されたが死亡                                                                                   |
| パット・ティルマン                 | FS | アリゾナ・カージナルス                 | 2004年4月22日  | 27歳   | 戦死                             | アフガニスタン戦争で友軍の誤射により戦死                                                                                       |
| アル・ブレイズ（en）               | S  | サンフランシスコ・フォーティナイナーズ | 2003年3月20日  | 26歳   | 交通事故死                       | |
| コーリー・ストリンガー             | OT | ミネソタ・バイキングス                 | 2001年8月1日   | 27歳   | 熱中症                           | |
| フレッド・レーン（en）             | RB | カロライナ・パンサーズ                 | 2000年7月6日   | 24歳   | 他殺                             | 妻に射殺された |
| エリック・ターナー（en）           | DB | オークランド・レイダース               | 2000年5月28日  | 31歳   | 胃癌                             | |
| デリック・トーマス（en）           | LB | カンザスシティ・チーフス               | 2000年2月8日   | 33歳   | 交通事故死                       | 交通事故による脊髄損傷の合併症により死亡                                                                                       |
| ブランドン・バールスワース（en）   | OL | インディアナポリス・コルツ             | 1999年4月28日  | 22歳   | 交通事故死                       | |
| レオン・ベンダー（en）             | DT | オークランド・レイダース               | 1998年5月30日  | 22歳   | てんかん                         | |
| ロドニー・カルバー                 | RB | サンディエゴ・チャージャーズ           | 1996年5月11日  | 26歳   | 航空事故死                       | バリュージェット航空592便墜落事故を参照                                                                                        |
| デビッド・グリッグス（en）         | LB | サンディエゴ・チャージャーズ           | 1995年6月19日  | 28歳   | 交通事故死                       | |
| ジェフ・アルム（en）               | DT | ヒューストン・オイラーズ               | 1993年12月14日 | 25歳   | 自殺                             | 飲酒運転による交通事故で同乗していた親友を死なせてしまい、その場でピストル自殺                                                 |
| デイブ・ウェイマー（en）           | DB | ロサンゼルス・レイダース               | 1993年4月30日  | 34歳   | 心臓発作                         | コカインの使用による。 |
| ジェローム・ブラウン（en）         | DT | フィラデルフィア・イーグルス           | 1992年6月25日  | 27歳   | 交通事故死                       | |
| エリック・アンドルセック（en）     | OG | デトロイト・ライオンズ                 | 1992年6月23日  | 25歳   | 事故 / 交通事故死                | |
| シェーン・カリー                   | DL | インディアナポリス・コルツ             | 1992年5月4日   | 24歳   | 他殺                             | |
| フレッド・ワシントン（en）         | DT | シカゴ・ベアーズ                       | 1990年12月21日 | 23歳   | 交通事故死                       | |
| ブラッド・ベックマン（en）         | TE | アトランタ・ファルコンズ               | 1989年12月19日 | 24歳   | 交通事故死                       | |
| ラルフ・ノーウッド（en）           | OT | アトランタ・ファルコンズ               | 1989年11月24日 | 23歳   | 交通事故死                       | |
| ステイシー・トラン（en）           | DB | ロサンゼルス・レイダース               | 1989年8月5日   | 27歳   | 交通事故死                       | |
| デビッド・クラウディップ（en）     | DB | アトランタ・ファルコンズ               | 1988年10月10日 | 30歳   | 薬物濫用                         | コカインの過剰摂取による |
| ドン・ロジャース                   | FS | クリーブランド・ブラウンズ             | 1986年6月27日  | 23歳   | 薬物濫用                         | コカインの過剰摂取による |
| リッキー・ベル（en）               | RB | サンディエゴ・チャージャーズ           | 1984年11月28日 | 29歳   | 合併症                           | 皮膚筋炎による |
| デビッド・オーバーストリート（en） | RB | マイアミ・ドルフィンズ                 | 1984年6月25日  | 25歳   | 交通事故死                       | |
| ラリー・ゴードン（en）             | LB | マイアミ・ドルフィンズ                 | 1983年7月3日   | 28歳   | 心臓発作                         | ジョギング中に倒れ死亡 |
| ジョー・ディレイニー               | RB | カンザスシティ・チーフス               | 1983年6月29日  | 24歳   | 水難事故死                       | 溺れていた子供3人の救助を試み、1人を救助したが溺死                                                                             |
| ラスティ・チェンバース（en）       | LB | マイアミ・ドルフィンズ                 | 1981年7月1日   | 27歳   | 交通事故死                       | |
| J・V・ケイン（en）                 | TE | セントルイス・カージナルス             | 1979年7月22日  | 28歳   | 心臓発作                         | |
| アンディ・スピバ（en）             | LB | アトランタ・ファルコンズ               | 1979年4月3日   | 24歳   | 交通事故死                       | |
| トロイ・アーチャー（en）           | DE | ニューヨーク・ジャイアンツ             | 1979年6月22日  | 24歳   | 交通事故死                       | |
| ブレンダ・ゲイ（en）               | DE | フィラデルフィア・イーグルス           | 1976年12月23日 | 26歳   | 他殺                             | 睡眠中に妻に殺害される |
| チャック・ヒューズ（en）           | WR | デトロイト・ライオンズ                 | 1971年10月24日 | 28歳   | 心臓発作                         | |
| ボブ・カルス（en）                 | OL | バッファロー・ビルズ (AFL)             | 1970年7月21日  | 25歳   | 戦死                             | ベトナム戦争 |
| ブライアン・ピッコロ（en）         | FB | シカゴ・ベアーズ                       | 1970年6月16日  | 26歳   | 肺癌                             | |
| ロジャー・ハグバーグ（en）         | TE | オークランド・レイダース               | 1970年4月15日  | 31歳   | 交通事故死                       | |
| フランク・バンコム（en）           | LB | シンシナティ・ベンガルズ               | 1969年9月14日  | 29歳   | 肺血栓塞栓症                     | |
| ロン・レクター（en）               | RB | アトランタ・ファルコンズ               | 1968年6月30日  | 24歳   | 交通事故死                       | バイク事故で頭部を強打し、翌日死亡                                                                                             |
| マック・リー・ヒル（en）           | FB | カンザスシティ・チーフス               | 1965年12月14日 | 25歳   | 肺塞栓症                         | |
| ウィリー・ガリモア（en）           | RB | シカゴ・ベアーズ                       | 1964年7月27日  | 29歳   | 交通事故死                       | |
| ボー・ファリントン（en）           | TE | シカゴ・ベアーズ                       | 1964年7月27日  | 28歳   | 交通事故死                       | |
| ルシアン・リーバーグ（en）         | T  | デトロイト・ライオンズ                 | 1964年1月31日  | 21歳   | 心臓発作                         | 慢性腎疾患による |
| ストーン・ジョンソン               | RB | カンザスシティ・チーフス               | 1963年9月8日   | 23歳   | 頚椎骨折                         | 入団直後のプレシーズンマッチで頚椎を骨折、9日後に死亡                                                                          |
| ドン・フレミング（en）             | DB | クリーブランド・ブラウンズ             | 1963年6月4日   | 25歳   | 感電死                           | 建設現場での作業中に、操作していたクレーンが12000ボルトの高圧線に接触したことにより死亡                                        |
| アーニー・デービス                 | RB | クリーブランド・ブラウンズ             | 1963年5月18日  | 23歳   | 急性骨髄性白血病                 | |
| ユージン・リプスコム（en）         | DT | ピッツバーグ・スティーラーズ           | 1963年5月10日  | 31歳   | 薬物濫用                         | ヘロインの過剰摂取による |
| ボブ・ララバ (en)                  | LB | サンディエゴ・チャージャーズ           | 1962年2月16日  | 28歳   | 交通事故死                       | |
| ラルフ・アンダーソン（en）         | WR | ロサンゼルス・チャージャーズ           | 1960年11月27日 | 24歳   | 糖尿病                           | |
| ハワード・グレン（en)              | OG | ニューヨーク・タイタンズ               | 1960年10月9日  | 26歳   | 首の骨折                         | 試合中の事故による |
| デイブ・スパークス（en）           | DT | ワシントン・レッドスキンズ             | 1954年12月17日 | 26歳   | 心臓発作                         | |
| スタン・モールディン（en）         | T  | シカゴ・カージナルス                   | 1948年9月24日  | 27歳   | 心臓発作                         | 試合直後に急死 |
| ジャック・ラマス（en）             | E  | ニューヨーク・ジャイアンツ             | 1945年3月8日   | 29歳   | 戦死                             | 硫黄島の戦い |
| アル・ブロージズ（en）             | OT | ニューヨーク・ジャイアンツ             | 1945年1月21日  | 26歳   | 戦死                             | 第二次世界大戦 |